# Уанстеп

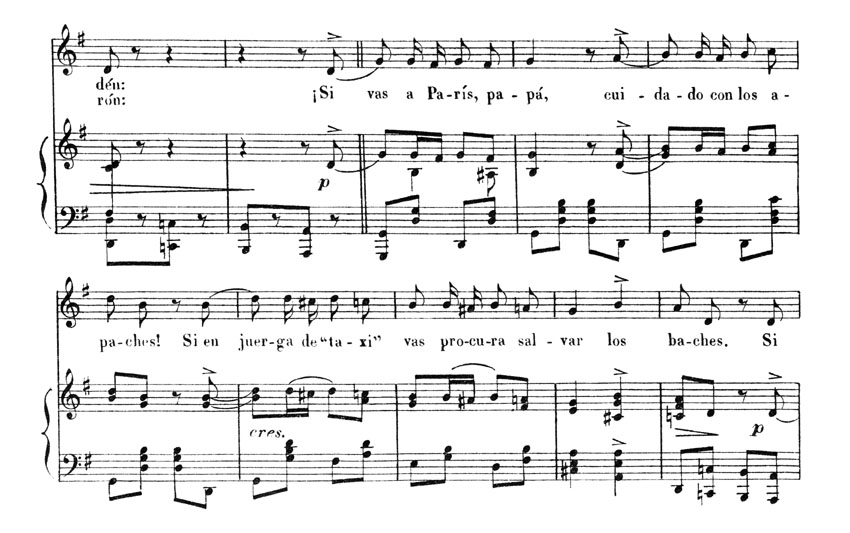
Фрагмент уанстепа Si vas a París papá

Уанстеп (англ. one-step, нем. Einschritt, дословно — «один шаг») — бальный танец на основе тёрки-трота, 
исполнявшийся в быстром, маршеобразном темпе. Музыкальный размер 2/4, реже 6/8.
Уанстеп возник в Северной Америке в начале XX века, к началу второго десятилетия века стал популярен в США, и затем в Европе. После Первой мировой войны стали популярны варианты уанстепа, включавшие игровые и зрелищные элементы (Grizzly Bear, Tudy Walk). Позже уанстеп был вытеснен более консервативным фокстротом (начиная с 1914 года).